# À la conquête du pôle
Pour plus de détails, voir Fiche technique et Distribution.
À la conquête du pôle est un film muet français réalisé par Georges Méliès, sorti en 1912. 
Le film est librement inspiré du roman Les Aventures du capitaine Hatteras de Jules Verne (1866). À la conquête du pôle narre l'expédition du Professeur Maboul et de six autres savants partis pour le Pôle Nord à l'aide d'un aérobus, et leurs péripéties face à un géant des neiges.

## Fiche technique
- Réalisation : Georges Méliès
- Scénario : Georges Méliès, librement adapté des romans de Jules Verne
- Chef opérateur : Georges Méliès
- Cadre : Georgette Méliès
- Production : Georges Méliès, Charles Pathé
- Durée : 33 minutes

## Distribution
- Georges Méliès : le professeur Maboul
- Fernande Albany